# Shan'L
Channelle Lekogo dite Shan'L, née le 6 février 1989, est une chanteuse et auteure-compositrice gabonaise.  
Shan'L compte au total deux albums studios et une dizaine de singles. Son premier album intitulé Shan’l Is My Name est sorti en 2015 et son second album Eklektik 2.0 est sorti en 2020. Shan'l est signée sous le label Sony Music Entertainment Côte d'Ivoire depuis juillet 2019. 
Shan'L a reçu de nombreux prix et distinctions, notamment celui de la Meilleure artiste d'Afrique centrale aux AFRIMA en 2019 et au PRIMUD en 2018 et 2020.

## Biographie

### Enfance et débuts
Shan'L est né le 6 février 1989 au Gabon. Elle est originaire de la province du Haut-Ogooué. Elle fait ses débuts dans la musique au sein de la chorale Les Anges ABC du Lycée National Léon M’ba à Libreville où elle suit ses études secondaires de la 6ème en Terminale. Elle assure les responsabilités de lead vocalist et chorégraphe au sein de la chorale scolaire jusqu'à l'obtention de son baccalauréat.
En 2011, elle participe au concours de beauté Miss Gabon. Elle accède à la finale, mais ne remporte pas la compétition. Au cours de la finale de cette compétition, alors qu'elle chante Joyeux anniversaire à un membre du jury, sa prestation est remarquée et elle est repérée par le producteur d'origine camerounaise Edgard Yonkeu qui la prend sous son aile et lui fait rejoindre le label Direct Prod,.

### Carrière
Shan'L est découverte en 2013 à travers le titre zouk L'aveu en duo avec la chanteuse gabonaise Arielle T. Elle multiplie ensuite des collaborations avec d'autres artistes gabonais dont Tina, J-Rio, F.A.N.G entre autres. 
En 2015, elle remporte la compétition musicale Airtel Trace Music Star au Gabon. Elle fait partie des 13 finalistes nationaux qui participent à la finale panafricaine qui se tient au Kenya en avril 2015, sous le parrainage du chanteur américain Akon. 
Quelques mois plus tard, en août 2015, elle sort son tout premier album de 17 titres intitulé Shan’L is my name. On y retrouve les titres Où est le gars, Camisolé, Je me bats pour réussir et Better Think.
C'est la chanson Tchizambengue sortie en 2018 qui la propulse véritablement sur la scène internationale. La chanteuse y fait l'éloge des "Tchiza" (maitresses, voleuses de mari). La chanson choque et fait couler beaucoup d'encre. On retrouve comme figurante dans le clip vidéo la camerounaise Nathalie Koah et La miss Gabon 2013 Jennifer Ondo. La chanson connait un énorme succès et cumule plus de 10 millions de vues sur Youtube en quelques mois seulement. Depuis lors, l'artiste gabonaise enchaine les singles à succès C'est Pas Les Gbés Gbés Gbés, Sérré serré, Poupish entre autres. 
En 2020, Shan'l est finaliste de la compétition panafricaine Prix Découvertes RFI. Elle remporte le vote du public, mais termine à la seconde place,  devancée par le chanteur congolais Young Ace Wayé, vainqueur de la compétition. 
En décembre 2020, elle sort Eklektik 2.0, un album de 24 titres dans lequel on retrouve ses singles à succès notamment Tchizambengue, Yayayobé  et Okokè. On y retrouve également le populaire titre Où est le mariage en collaboration avec le chanteur congolais Fally Ipupa,.

## Discographie

### Albums
- 2015: Shan’l Is My Name
- 2020: Eklektik 2.0

### Singles
- 2015: Je me bats pour réussir
- 2015: Better Think
- 2015: Où est le gars
- 2015: Camisolé
- 2016: My Love
- 2017: Je te suivrais avec Rico
- 2017: Love It  avec Magasco
- 2017: Maria
- 2018: Tchizambengue
- 2018: Serré Serré
- 2019: C'est Pas Les Gbés Gbés Gbés
- 2019: Poupish
- 2019: Yayayobé
- 2020: Où est le mariage avec Fally Ipupa
- 2020: Je veux faire l'amour
- 2021: Okokè

### Collaborations
- 2012: Dormir seul de F.A.N.G
- 2012: L'aveu de Arielle T
- 2014: Tu vas te Waz de J-Rio
- 2017: Bonobo de Creol
- 2020: Il paraît de MIMIE
- 2021: Pehi Sair de Shado Chris

## Prix et Récompenses
- 2018: Prix International des Musiques Urbaines et du Coupé-décalé (PRIMUD), Meilleure artiste d’Afrique Centrale[6]
- 2018: African Musik Magazine Awards (AFRIMMA), Meilleure artiste d’Afrique Centrale (Nomination)[19]
- 2019: Meilleure artiste d'Afrique centrale, All Africa Music Awards (AFRIMA)[5]
- 2020: Meilleure artiste d’Afrique Centrale, (PRIMUD)
- 2020: African Musik Magazine Awards (AFRIMMA), Meilleure artiste d’Afrique Centrale (Nomination)[20]
- 2020: Meilleure artiste féminine aux Kotas (The Gabonese Awards of the year)[21]

- 2021:Meilleur artiste féminine d'Afrique centrale au All African Music Awards

- 2021 Meilleur collaboration de l'année  avec le titre (où est le mariage) en feat avec le chanteur congolais Fally Ipupa (Nomination)

- 2021 Meilleur artiste francophone au (Canal D'or) Nomination.